# Jag gifta mig – aldrig
Jag gifta mig – aldrig är en svensk film från 1932 i regi av Per Hugo och Erik "Bullen" Berglund (i båda fallen deras enda långsfilmsregi). I rollerna ses bland andra Lizzy Stein, Olav Riégo och Björn Berglund.

## Handling
Filmen handlar om en rad olika kärleksrelationer. I filmens slutscener friar Helge Malm till Edit och bryter därmed mot sitt tidigare påstående att han aldrig skulle gifta sig.

## Om filmen
Filmens manus skrevs av Hugo och producerades av Per Håkansson. Hilmer Ekdahl var fotograf och Helge Lindberg komponerade musiken. Förlagan var pjäsen Jag gifta mig – aldrig av Ernst Fastbom, vilken hade uppförts första gången 1902. Inspelningen ägde rum sommaren 1932 i Sandrews ateljéer i Stockholm samt i Gamla stan och Karlaplan i samma stad. Den premiärvisades den 15 oktober på biograferna Plaza, Imperial och Astoria i Stockholm samt på Slottsbiografen i Uppsala. Den är 87 minuter lång och barntillåten.

## Rollista
- Lizzy Stein – Tora Carlsson/Tora Peters
- Olav Riégo – direktör Rulle Berg
- Björn Berglund – bilmekaniker Helge Malm
- Ragnar Widestedt	– John "Jonte" Wilson
- Gösta Gustafson – Halvdan Hermansson
- Doris Nelson – Kristina Hermansson
- Nils Hultgren – Granberg
- Else-Brite Ågren – Lova Hermansson
- Stina Seelig – Edit
- Viran Rydkvist – Alma Carlsson
- Erik "Bullen" Berglund – Calle Malmberg, korvgubbe, inackorderad hos fru Carlsson

Ej krediterade
- Sickan Carlsson – Toras hembiträde
- John Wilhelm Hagberg – gårdssångaren
- Sigge Fürst – Helges kollega
- Harry Ahlin – brevbärare
- Hanny Schedin – hembiträde
- Allan Linder – buspojke
- Eivor Engelbrektsson – flicka på fest
- Lena Cederström – flicka på fest
- Helge Andersson – båtpassagerare
- Gösta Ericsson – gäst hos Hermansson
- Werner Ohlson – gäst hos Hermansson
- Per Hugo Jacobsson – gäst hos Hermansson
- Greta Lundberg – gäst hos Hermansson
- Nisse Lind – dragspelare

## DVD
Filmen gavs ut på DVD 2014.